# 百麗国際
百麗国際（ひゃくれいこくさい、英語: Belle International(ベルインターナショナル)、中国語: 百麗國際）は中国深圳をベースにする婦人靴や紳士靴販売の民営企業である。2004年に会長の鄧耀によって設立され、2007年に香港で上場した。
婦人靴「百麗」と「天美意」、紳士靴「森達」などブランドを持ち、中国大陸、香港、マカオとアメリカで小売店を経営している。